# Kamienica Siebeneicherowska w Krakowie
Kamienica Siebeneicherowska – zabytkowa kamienica znajdująca się w Krakowie, w dzielnicy I Stare Miasto przy ulicy Grodzkiej 7, na Starym Mieście.

## Historia kamienicy
Kamienica została wzniesiona w XIV wieku jako parterowa i jednotraktowa. Z tego okresu zachował się belkowany strop. W I połowie XV wieku została nadbudowana o pierwsze piętro i rozbudowana o tylny trakt. W II połowie XV wieku nadbudowano drugie piętro. W połowie XVI wieku Mateusz Siebeneicher założył w budynku oficynę drukarską. Jego syn Jakub rozwinął działalność, otwierając w 1593 także księgarnię. Po śmierci Jakuba w 1604, zakładem, zarządzała przez sześć lat wdowa po nim Anna Siebeneicherowa, a następnie przeszedł on na własność Stanisława Germańskiego. W II połowie XVII wieku kamienica została nadbudowana o trzecie piętro i gruntownie przebudowana. W I połowie XIX wieku z polecenia Władysława Mączyńskiego wnętrza budynku otrzymały wystrój klasycystyczny. Z tego czasu pochodzą malowidła ścienne na I piętrze, przedstawiające m.in. port morski i port skalisty z wodospadem, oglądane przez loggię kolumnową. Kamienica ucierpiała podczas wielkiego pożaru Krakowa w 1850, całkowicie spłonęło ostatnie piętro. Odbudowę zakończono w 1876. W latach 80. XX wieku kamienica przeszła generalny remont.
10 maja 1976 kamienica wraz z oficyną zachodnią i podworcem została wpisana do rejestru zabytków. Znajduje się także w gminnej ewidencji zabytków.